# الخوارزمية المجرية
هذه الخوارزمية تطبق على مشكلة الاقتران الأمثل المتمثل بمصفوفة الحدوث R و عناصرها rij ≥ 0 . تبحث الخوارزمية عن عناصر rij ليس لها أي صف مشترك (لا سطر مشترك و لا عمود مشترك) و مجموعها المتراكم  له أكبر قيمة ممكنة. صممت هذه الخوارزمية سنة 1955 من طرف هارولد كوهن.

## الخوارزمية

### تعريفات
تعرّف المتغيرات التالية :

ui يسمى كمون السطر i  ،  و vj كمون العمود j ، مع الشرط لكل عنصر ui +  vj ≥ rij

المصفوفة Q ، تدعى مصفوفة المساواة  و عناصرها qij

إذا ui + vj > rij فإن qij = 0
إذا ui + vj = rij والسطر i مسند للعمود j فإن *qij = 1
إذا ui + vj = rij والسطر i غير مسند للعمود j   فإن qij = 1
عملية الانتقال : السطر i المسند في عمود j  يتم إسناده إلى عمود k مع k ≠ j ،
في المصفوفة Q ، الانتقال يستبدل  *1 ب 1 ، و 1 ب *1  في نفس السطر

سطر ضروري : سطر مسند فيه إمكانية للانتقال ،
في المصفوفة Q ، هو سطر يحتوي على *1 و 1 في عمود غير مغطى

عمود مغطى : عمود تم إليه إسناد سطر، لا توجد إمكانية انتقال ،
في المصفوفة Q ، هو عمود يحتوي على *1 في سطر غير ضروري

عمود مؤهل : عمود لا يحتوي على *1

الإسناد كامل إذا لم يمكن إسناد سطرا غير مسند في عمود غير مسند إلا بعد القيام بانتقال

### الاجراءات
الخوارزمية بعد عملية تهيئة تتمثل في التكرار المتناوب لإجراءين  (I البحث عن انتقال متزايد) و (II تسوية المصفوفة Q)

#### التهيئة
ui = أكبر عنصر rij في كل سطرi

0 = vj في كل عمود j 

qij = 0 	إذا
ui + vj > rij
```
q
ij
 = 1  إذا u
i
 + v
j
 = r
ij
```

لجميع الأسطر في Q

{ تفحّص السطر من اليسار إلى اليمين
غيّر أول 1 تواجهه إلى *1 إذا لا يوجد *1  في عموده}

#### الإجراء  I
// سرد عمليات الانتقال الممكنة بدءًا من عمود مؤهل

لجميع أعمدة Q المؤهلة (لا تحتوي على *1)

{ إذا كان العمود لا يحتوي على 1
{ انتقل إلى العمود التالي}
وإلا
// 1 موجود في العمود (نفرض jk-1)
{ كرر لكل 1 موجود في العمود jk-1 (نفرض في السطر ik)
{ إذا وجد *1  في السطر ik // فإن أي انتقال يعطي اسنادا كاملا
{ // بناء تسلسل 1 ، *1 ، 1 ، *1 ، 1 ، ...
ضع العلامات كالتالي :
1 في الموقع (ik, jk-1)
1* في الموقع (ik, jk)
1 في الموقع (ik+1, jk)
... ...... .....
إذا كان عدد العناصر في التسلسل فردي
{ // عثرنا على انتقال يحرر عمودًا يحتوي على 1 غير مسند
اعكس كل 1 إلى *1  و كل *1 إلى 1 في التسلسل }
}
}
}
} // لا يوجد عمود مؤهل : لا يوجد انتقال ممكن ، الإسناد كامل

#### الإجراء II

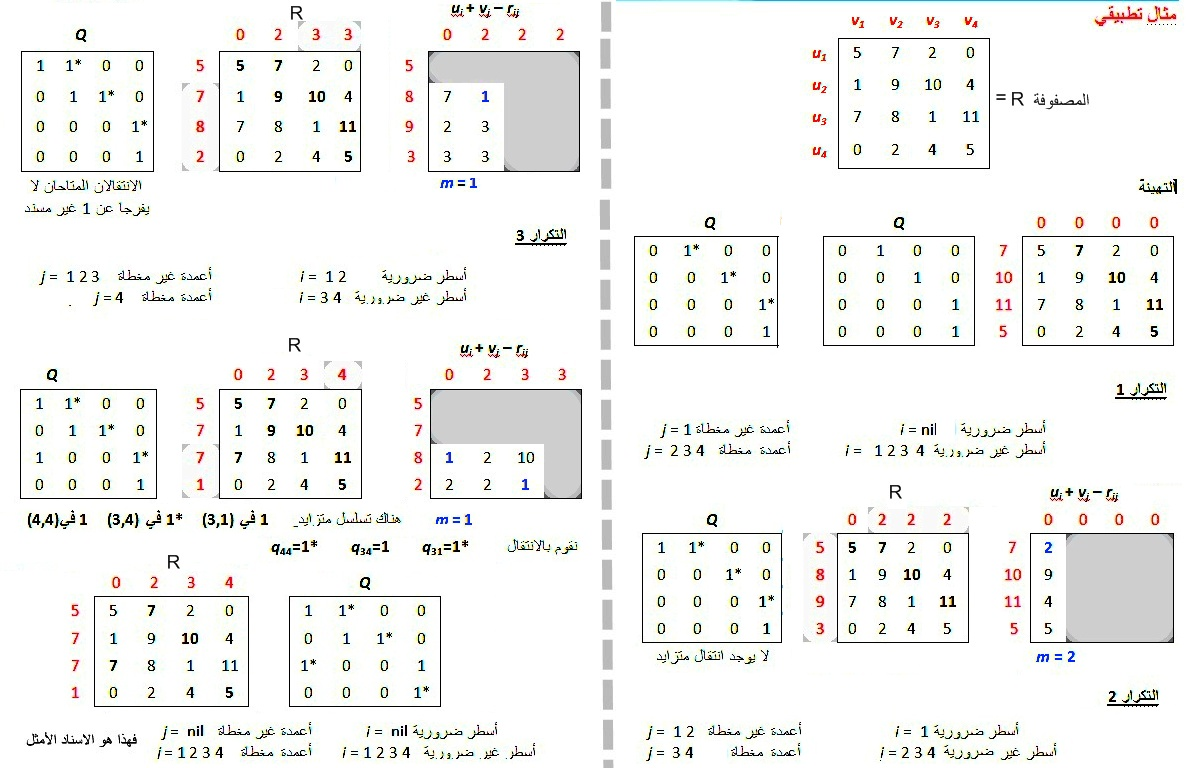

إذا لم يوجد سطر غير ضروري و لا عمود غير مغطى
{ كل *1  هو الاسناد الأمثل}
وإلا
{ احسب (d = min (ui + vj - rij على الأسطر غير الضرورية والأعمدة غير المغطاة
إذا جميع الأسطر غير الضرورية لها ui > 0
{ (m = min(d، ui مأخوذ على جميع الأسطر غير الضرورية
لجميع الأسطر غير الضرورية 	ui = ui - m
لجميع الأعمدة المغطاة   	vj = vj + m
}
إذا كان سطر غير ضروري فيه  0 = ui
{ (m = min(d، vj مأخوذة على جميع الأعمدة غير المغطاة j
لجميع الأسطر الضرورية      	ui = ui + m
لجميع الأعمدة غير المغطاة    	vj = vj – m
}
}

## تحسينات الطريقة الأصلية
ألحق كوهن تعديلات  على الطريقة المجرية مستوحاة من الأعمال المتزامنة لمارشال هول  و فورد و  فيولكرسون   ، و خاصة ميونكرز الذي أتى بالبرهان النظري لصحة الخوارزمية.
تتمثل مراجعة الطريقة المجرية في إعادة النظر إلى الإجراء I للخوارزمية من زاوية نظرية البيان. يجدي اعتبار Q مصفوفة حدوث لبيان ثنائي و عناصرها التي تساوي *1 تمثل حواف  إقتران M ، في هذه الحالة عملية إيجاد تسلسل 1 ،*1 ، 1،  *1 ، 1 ... يرجع إلى البحث عن مسار متزايد حول الاقتران M. لم يأتي الحل الأمثل لهذا المشكل إلا بعد عمل هوبكروفت و كارب حيث أصبحت طريقتهما تستغل على نطاق واسع في إطار الاسناد الأمثل لغرض البرمجة الحازمة لالإجراء I

### صيغة كوهن ميونكرز للطريقة المجرية
المسألة تطرح بالنظر إلى مصفوفة A وسعها n×n تسمى مصفوفة التكلفة ، عناصرها aij  أعداد حقيقية غير سالبة ، المطلوب هو إيجاد n عناصر لا تشترك في صف بحيث تحقق أقل مبلغ aij∑ ممكن
ترجع الطريقة المستخدمة لحل هذه المشكلة إلى جهود كوهن ثم ميونكرر لتحسين وتبسيط تطبيق الطريقة المجرية

#### المصطلحات
الصف يعني سطر أو عمود من المصفوفة A
الغطاء هو مجموعة الصفوف التي تحتوي على جميع الأصفار 0 في A

#### الخوارزمبة
• لجميع أسطر A  أطرح أصغر عنصر في السطر من جميع عناصر السطر
• لجميع أعمدة A  أطرح أصغر عنصر في العمود من جميع عناصر العمود
• قم بتغطية كل 0 في المصفوفة A بأقل عدد ممكن من الصفوف k
طالما k < n
{
فليكن h قيمة أصغر عنصر aij غير مغطى في A
لجميع العناصر aij
{
إذا aij غير مغطى فإن aij = aij - h
إذا aij مغطى بصف فإن aij يبقى على قيمته
إذا aij مغطى بصفين متقاطعين فإن aij = aij + h
}
k = أدنى عدد الصفوف اللازمة لتغطية كل 0 في A
}
ليكن G البيان الثنائي الذي يمثل حوافه كل 0 في A
الاقتران الكامل في G هو الإسناد الأمثل
وصف الخوارزمية هذا لا يتطرق إلى تفاصيل إجراء اختيار أدنى تغطية في كل تكرار.

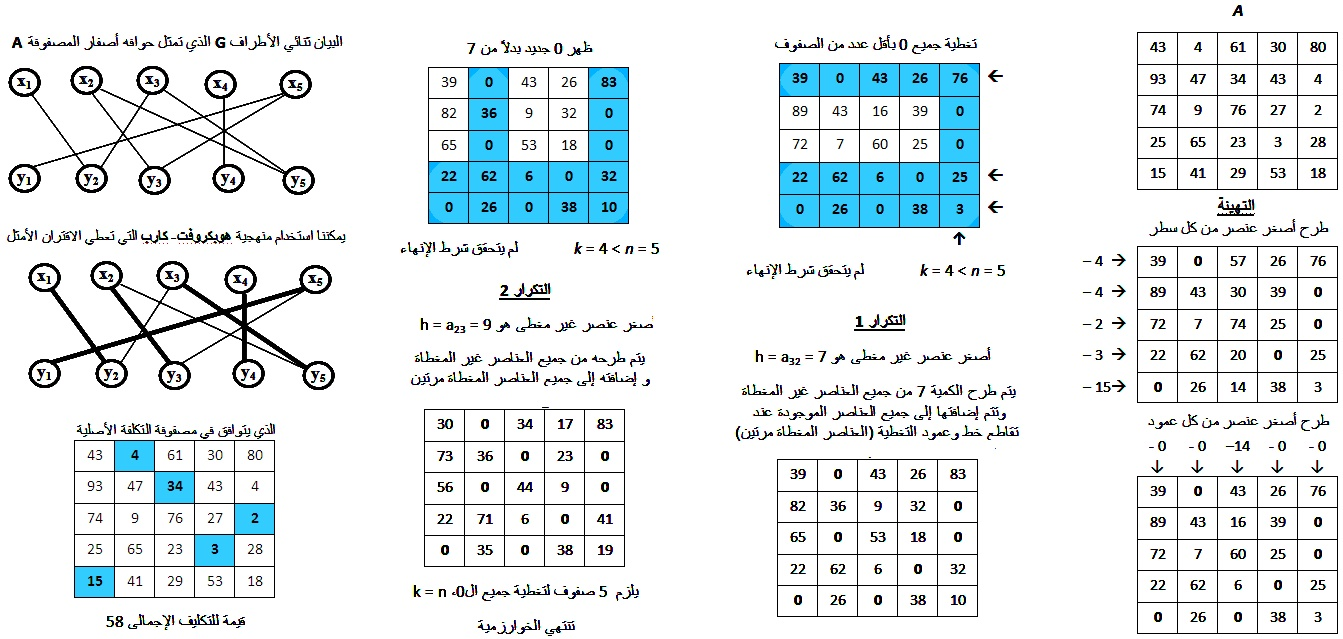

## وصلات خارجية
- شريط فيديو(طراز فلاش ، مدة 75 دقيقة) محاضرة عن «الطريقة المجرية» ألقاها هارولد كوهن في 13 يوليو 2010 أثناء ندوة EURO XXIV في بحوث العمليات بلشبونة ، البرتغال. يلفت الانتباه أن نسخة مطبوعة مختصرة لهذه المحاضرة قد نشرت كمقال.[6]